# Carélia do Sul
Carélia do Sul (finlandês: Etelä-Karjalan maakunta, sueco: Södra Karelens landskap) é uma  região da Finlândia localizada na província da Finlândia Meridional, sua capital é a cidade de Lappeenranta.

## Municípios
A região da Carélia do Sul está dividida em dez municípios, dois deles com estatuto de cidade:
| Nome         | Estatuto  | População (31/12/2009) |
| ------------ | --------- | ---------------------- |
| Imatra       | Cidade    | 28 676                 |
| Lappeenranta | Cidade    | 71 814                 |
| Lemi         | Município | 3 041                  |
| Luumäki      | Município | 5 179                  |
| Parikkala    | Município | 5 885                  |
| Rautjärvi    | Município | 4 037                  |
| Ruokolahti   | Município | 5 733                  |
| Savitaipale  | Município | 3 957                  |
| Taipalsaari  | Município | 4 888                  |
| Total        |           | 134 019                |

### Municípios até 31 de dezembro de 2008
Até 31 de dezembro de 2008, a região possuía 12 municípios (dois com estatuto de cidade).
A antiga cidade e município de Joutseno (nº 2 no mapa) e o antigo município de Ylämaa (n° 12 no mapa) foram incorporadas à cidade e município de Lappeenranta (nº 3 no mapa) em 1 de janeiro de 2009 e 1 de janeiro de 2010, respectivamente.
|  | 1. Imatra 2. Lappeenranta 3. Lemi 4. Luumäki 5. Parikkala 6. Rautjärvi 7. Ruokolahti 8. Savitaipale 9. Taipalsaari |